# Catorze de juliol
Catorze de juliol (en francès Quatorze Juillet) és una pel·lícula de comèdia romàntica francesa dirigida per René Clair el 1933 i protagonitzada per Annabella, George Rigaud i Raymond Cordy. Fou rodada als Estudis d'Epinay per la subsidiària francesa de l'empresa productora alemanya Tobis Film. El director artístic va ser Lazare Meerson.
Aquesta pel·lícula ha estat traduïda al català i emesa per TV3 el 16 de juny de 1997.

## Argument
la florista Anna i el taxista Jean es fan juraments d'amor en una nit de ball el 14 de juliol a París. Tanmateix, Jean sucumbeix aviat davant la seductora Pola, que el l'abandonarà ràpidament. Sense amor, Jean s'enfonsa en la delinqüència.

## Repartiment
- Annabella - Anna
- George Rigaud - Jean
- Raymond Cordy - Jean's Fellow Cabbie
- Paul Ollivier - The Tuxedoed Drunk
- Raymond Aimos - Charles
- Thomy Bourdelle
- Michel André
- Pola Illéry - Pola
- Maximilienne - La locataire
- Gaston Modot
- Gabrielle Rosny